# Netzstall (Nürnberg)

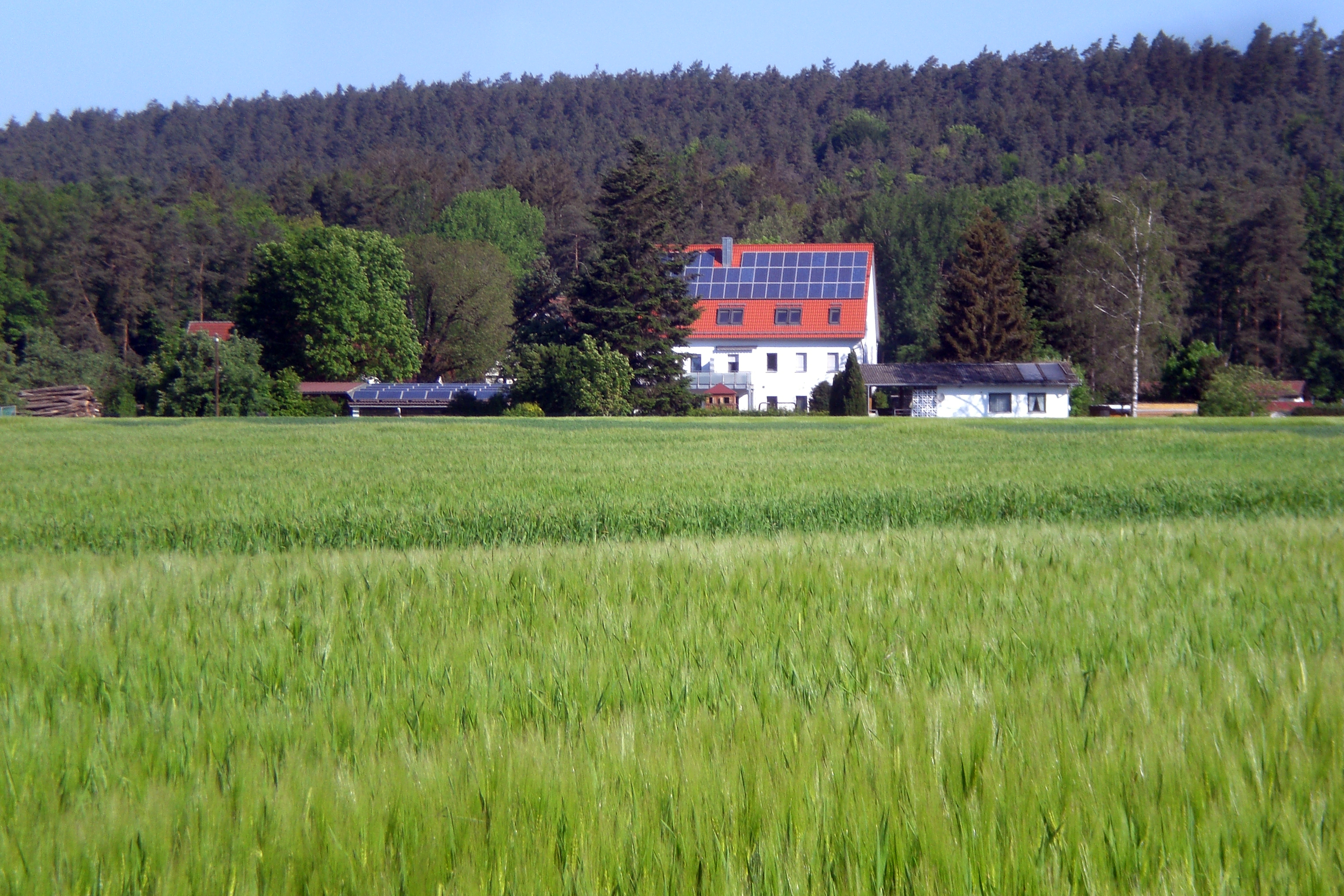
Anwesen in Netzstall (2024)

Netzstall ist ein Gemeindeteil der kreisfreien Stadt Nürnberg. Zusammen mit den nahe gelegenen Orten Brunn und Birnthon bildet er den statistischen Bezirk 97 des Nürnberger Stadtgebietes. Netzstall liegt in der Gemarkung Brunn.

## Geografie
Der Weiler liegt inmitten einer Waldlichtung, die vom Lorenzer Reichswald umgeben ist. Die nächstgelegene Ansiedlung ist Brunn, einen Kilometer weiter nördlich. Knapp zwei Kilometer nordwestlich des Ortes erhebt sich der Brunner Berg (438 m ü. NHN). Östlich von Netzstall verläuft der Ludergraben. Eine Anliegerstraße führt 800 Meter nordöstlich nach Brunn.

## Geschichte
Netzstall gelangte im Jahr 1360 zusammen mit einigen Gütern in Brunn als Reichslehen in den Besitz der zollernschen Burggrafschaft Nürnberg. Dies ist zugleich die erste schriftliche Erwähnung des Ortes.
Gegen Ende des 18. Jahrhunderts bestand Netzstall aus zwei Anwesen. Das Hochgericht übte die nürnbergische Pflegamt Altdorf aus, was vom brandenburg-ansbachischen Oberamt Burgthann bestritten wurde. Grundherren waren das Waldamt Laurenzi (1 Hof) und das Spitalamt Heilig Geist (1 Hof). Es gab zwei Untertansfamilien.
Von 1797 bis 1808 unterstand Netzstall dem Justiz- und Kammeramt Burgthann. 1806 kam der Ort an das Königreich Bayern. Im Rahmen des Gemeindeedikts wurde Netzstall dem 1808 gebildeten Steuerdistrikt Fischbach und der 1818 gebildeten Ruralgemeinde Brunn zugeordnet. Am 1. Juli 1972 wurden Netzstall im Rahmen der Gebietsreform in Bayern in die Stadt Nürnberg eingegliedert.

### Einwohnerentwicklung
| Jahr      | 1818   | 1840   | 1861   | 1871   | 1885   | 1900   | 1925   | 1950   | 1961   | 1970   | 1987   | 1997  |
| Einwohner | 28     | 23     | 28     | 24     | 14     | 10     | 13     | 15     | 12     | 15     | 25     | 21    |
| Häuser    | 3      | 4      |        |        | 4      | 2      | 2      | 2      | 2      |        | 4      |       |
| Quelle    | [ 10 ] | [ 11 ] | [ 12 ] | [ 13 ] | [ 14 ] | [ 15 ] | [ 16 ] | [ 17 ] | [ 18 ] | [ 19 ] | [ 20 ] | [ 1 ] |

## Religion
Netzstall ist seit der Reformation evangelisch-lutherisch geprägt und bis heute nach St. Leonhard (Leinburg) gepfarrt. Die Einwohner römisch-katholischer Konfession sind nach Heilig Geist (Fischbach bei Nürnberg) gepfarrt.

## Wirtschaft und Gewerbe
In Netzstall befinden sich ein Bauernhof und ein Reiterhof.

## Sehenswertes in der Natur
- Der Gefütterte Graben bei Ungelstetten
- Die Röthenbachklamm bei Ungelstetten
- Der Birkensee
- Das Steinkreuz Hautastein bei Fischbach